# Lampropeltis abnorma

## Description
Espèce
Synonymes
- Coronella formosa abnorma Bocourt, 1886
- Lampropeltis triangulum abnorma (Bocourt, 1886)
- Coronella formosa oligozona Bocourt, 1886
- Lampropeltis triangulum oligozona (Bocourt, 1886)
- Lampropeltus polyzona blanchardi Stuart 1935
- Lampropeltis triangulum blanchardi (Stuart 1935)
- Lampropeltis triangulum hondurensis Williams, 1978
- Lampropeltis triangulum stuarti Williams, 1978

Lampropeltis abnorma est une espèce de serpents de la famille des Colubridaeet du genre Lampropeltis qui regroupe notamment les serpents rois (Lampropeltis getula ssp) ou les serpents faux corail (Lampropeltis triangulum). C'est un serpent pouvant faire 1m 50 à l'âge adulte et pouvant vivre jusqu'à 21 ans en captivité.

## Alimentation
Comme la plupart des serpents c'est un animal carnivore qui se nourrit principalement de petits mammifères, d'oiseaux, de lézards ou d'insectes quand il est juvénile. Mais il à également la particularité d'être un animal également à tendance ophiophage donc possiblement cannibale opportuniste comme le très célèbre cobra royal (ophiophagus Hannah)

## Répartition
Cette espèce se rencontre :
- au Mexique dans le sud du Veracruz, dans le sud-est du Guerrero, en Oaxaca, au Chiapas, au Tabasco, au Campeche, au Yucatán et au Quintana Roo ;
- au Guatemala ;
- au Salvador ;
- au Honduras ;
- au Nicaragua ;
- au Costa Rica.

Sa présence est incertaine au Belize.

## Publication originale
- Bocourt, 1886 in Duméril, Bocourt & Mocquard, 1870-1909 : Études sur les reptiles. p. 1-1012, in Recherches Zoologiques pour servir a l'Histoire de la Faune de l'Amérique Centrale et du Mexique. Mission Scientifique au Mexique et dans l'Amérique, Imprimerie Impériale, Paris.